# Stenandrium affine
Stenandrium affine là một loài thực vật có hoa trong họ Ô rô. Loài này được S. Moore miêu tả khoa học đầu tiên.